# Teatro del Circo

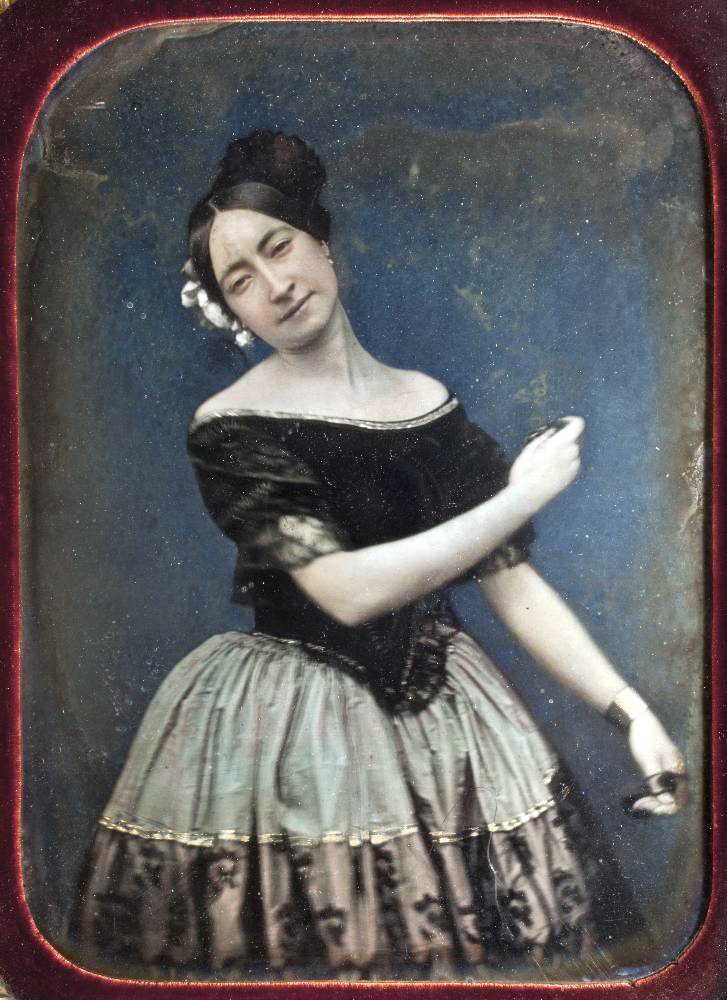
Retrato al daguerrotipo de una bailarina de la escuela bolera, hacia el año 1850. Podría ser la Guy (Marie Guy-Stéphan), que actuaba en el Teatro del Circo. Fototeca del IPCE.

El teatro del Circo, antes Circo Olímpico, fue un local de espectáculos situado en la plaza del Rey de la ciudad de Madrid, que funcionó en la segunda mitad del siglo XIX. Tuvo su origen en el barracón que ocupó en 1835 la compañía de acrobacias ecuestres de Paul Laribeau.
En 1846, el circo fue reformado como teatro por iniciativa del marqués de Salamanca. El edificio sufrió el 13 de noviembre de 1876 un incendio que lo destruyó en su totalidad. En el mismo solar se edificó el teatro-circo que ocupó entre 1880 y 1970 el Circo Price.

## Historia
Trasladado desde sus anteriores instalaciones en la calle del Caballero de Gracia y la plaza de Santa Bárbara, al corralón contiguo a la Casa de las Siete Chimeneas, el Circo Olímpico, en su nuevo emplazamiento de la plaza del Rey continuó ofreciendo al público sus espectáculos ecuestres de acrobacia y demás números circenses reunidos por Paul Laribeau y monsieur Avrillon, experto caballista francés y jinete famoso en su jaca "Mosca".
En 1844, el compositor y pianista Franz Liszt realizó un concierto en el circo durante su gira en España y Portugal.
En 1846 se hizo cargo del local el empresario José de Salamanca, reformando su aforo con cabida para 1.600 espectadores, convirtiéndose así en el mejor local teatral madrileño del momento. El nuevo dueño, que lo sería hasta 1851, dedicó el local a la representación de grandes espectáculos líricos del gusto popular, incluyendo en los programas a sus amantes, como fue el caso de la bailarina Marie Guy-Stéphan (con la que en el propio Teatro del Circo rivalizaría otra bailarina, "la Fuoco", favorita ésta de Narváez).
Con el marqués al frente del teatro del Circo, este se convertiría en el "quinto templo municipal dedicado en Madrid a la ópera italiana". En el aspecto arquitectónico, se conservan dibujos de las dos fachadas sucesivas diseñadas en 1840 y 1841 por Lucio de Olarrieta.
Antes de la apertura del Teatro Real en 1850, se ofrecieron en el Teatro del Circo más de 750 representaciones de ballet en las que se escenificaron títulos como La sílfide, La fille mal gardée o Giselle. El teatro poseía su propia academia de baile y llegó a contar con Marius Petipa como bailarín principal.

### La Sociedad Artística
En 1851, la Sociedad Artística, cuyos miembros eran compositores de prestigio que querían dar impulso a la zarzuela, alquiló las instalaciones del teatro para presentar sus estrenos. Abrieron programa el 14 de septiembre con la obra Tribulaciones del compositor Joaquín Gaztambide y el escritor Tomás Rodríguez Rubí. La obra resultó un estrepitoso fracaso y hubo que retirarla del cartel sustituyéndola por Jugar con fuego de Barbieri que obtuvo un gran éxito. En los años siguientes se estrenaron El dominó azul, El grumete (ambas de Barbieri); Marina, de Emilio Arrieta, El postillón de La Rioja de Oudrid y muchas más. Pero como el alquiler les resultaba excesivo y el local no era del todo adecuado, la Sociedad decidió edificar su propio Teatro de la Zarzuela.
El viejo Circo Olímpico continuó programando zarzuelas, hasta que en 1868, y con nuevo edificio del arquitecto Pedro Vidal y gerencia de William Parrish, irrumpieron en él los «Bufos madrileños» de Francisco Arderíus que, adaptados del modelo francés, obtuvieron éxitos clamorosos. Los bufos alternaron escenario con las «compañías de verso», consagrando a grandes actores como Ricardo Calvo. El cronista Pedro de Répide anota que también fue utilizado su recinto para reuniones políticas; la última y más importante fue la asamblea de los radicales en 1872.
Al inicio de la temporada 1876-77 se hizo cargo del negocio el empresario Alberto Bernis, que inauguró su cartelera el 11 de noviembre con la zarzuela de magia El testamento de un brujo de José Feliú y Codina. El estreno marchaba bien pero dos días después, el 13 de noviembre de 1876, en el trascurso de unos ensayos se desató un incendio que dejó el inmueble totalmente destruido.

### Del Olímpico al Price

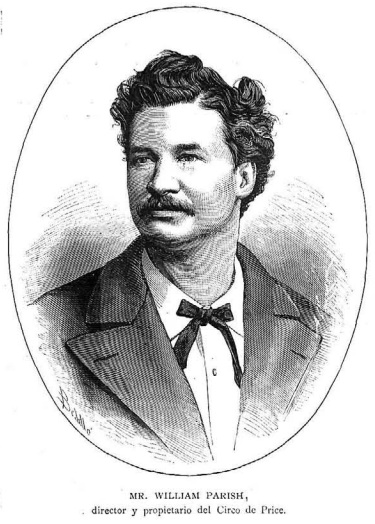
William Parish, propietario y director del Price entre 1880 y 1926.

Tras el derribo y desmonte de las ruinas del Circo Olímpico se edificó en su solar un proyecto del arquitecto Agustín Ortiz de Villajos. Price murió en 1878 a causa de un accidente, haciéndose cargo del nuevo local otro caballista, William Parish, casado con Matilde de Fassi, ahijada de Thomas Price. El Price se convirtió durante un tiempo en Circo Parish, hasta que recuperó su antiguo nombre a principios del siglo XX. Cuando William Parish murió en 1926, le sucedió en el negocio su hijo Leonard que poco después se fusionó con el Circo Americano.
Inaugurado el 5 de diciembre de 1880 y dedicado en principio al mundo del circo, entre los años 1881 y 1922 se siguieron representando zarzuelas, conservando así también el antiguo público del Teatro del Circo. Había dos temporadas: durante el invierno se representaban zarzuelas y en primavera sesiones de circo con artista célebres; el inicio de esta temporada tenía lugar el Sábado de Gloria y se esperaba con mucha espectación (del mismo modo que el público taurino esperaba el comienzo de las corridas el Domingo de Pascua). Más tarde se dieron también conciertos organizados por el Círculo de Bellas Artes con la orquesta Filarmónica dirigida por el maestro Pérez Casas. El viejo Price fue derribado en 1970 y convertido en un banco. Posteriormente, en su lugar, se construyó una ampliación del Ministerio de Cultura.